# Cheryl Clarke
Cheryl L. Clarke (Washington D. C., 16 de mayo de 1947) es una poeta lesbiana, ensayista, educadora y activista comunitaria feminista negra estadounidense que vive en Jersey City, Nueva Jersey y en Hobart, Nueva York. Junto con su pareja Barbara Ballie son copropietarias de la librería de segunda mano y libros raros Bleinheim Hill Books. Clarke organiza cada verano el Hobart Festival of Women Writers junto a su hermana, la novelista Breena Clarke. Ha estudiado la literatura afroamericana, el feminismo lesbiano negro y el movimiento artístico negro de Estados Unidos. Tras retirarse de la docencia universitaria, ha seguido enseñando en la Facultad de Graduados del Departamento de estudios de género de Rutgers, la Universidad Estatal de Nueva Jersey y en la dirección de la Newark Pride Alliance.

## Biografía
Cheryl Clarke nació el 16 de mayo de 1947 en Washington D. C. Es  hija del militar James Sheridan Clarke y de Edna Clarke. Su familia era católica y descendía de esclavos liberados que habían emigrado a la capital de Estados Unidos después de la guerra civil estadounidense. Sus padres eran voluntarios civiles y formaban parte del Partido Demócrata. James Clarke trabajó para la oficina de los estándares nacionales y fue elegido como alcalde de su barrio situado en el noroeste de Washington. Como habían podido experimentar las injusticias de las leyes Jim Crow, sus padres James y Edna formaron a sus hijos para que tuvieran sentido de la justicia social y creyesen en la importancia del activismo político.
Cuando tenía 13 años, Clarke participó en un piquete en una manifestación contra la segregación en la compañía Woolworth creyendo que era un acto rebelde. Su madre le dijo que no debería haberlo hecho y que tenía que hacer acciones políticas directas por el movimiento de los derechos civiles. A los 16 años sus padres la dejaron ir a la marcha sobre Washington de 1963.
Clarke estudió en escuelas parroquiales del Distrito de Columbia y en 1965 se matriculó en la Universidad Howard. En 1969 se graduó en literatura inglesa. Después se matriculó en la Universidad Rutgers donde obtuvo un máster en 1980 y un doctorado en 2000.
Ya en la década de 1970 trabajó como administrativa de los servicios para los estudiantes de la universidad. En Rutgers, Clarke instauró un programa curricular para que la universidad fuera más accesible por los estudiantes negros y LGBT. 
En 1992 fue la primera directora del ''Diverse Community Affairs and Lesbian/Gay Concerns'', que posteriormente se convertiría en el "Office for Social Justice Education and LGBT Communities" en 2004. 
Entre 2009 y 2013 fue decana de estudiantes del Campus Livingston de la universidad Rutgers hasta que se retiró de la docencia universitaria.
Clarke ha colaborado en muchas organizaciones comunitarias como New York Women Against Rape (1985), New Jersey Women and AIDS Network, Center for Lesbian and Gay Studies del CUNY Graduate Center y Astraea Lesbian Foundation for Justice. Es miembro del Board of Directors of the Newark Pride Alliance, una organización civil para los derechos LGBT de la ciudad de Newark, Nueva Jersey.

## Obra
Clarke es la autora de cuatro colecciones de poesía narrativa: Poems in the Tradition of Black Women (1981), Living as en Lesbian (1986), Humid Pitch (1989) y Experimental Love (1993).
También publicó After Meca - Women Poets and the Black Arts Movements (2005), el primer estudio que visibilizaba las contribuciones de las mujeres negras en un campo en el que normalmente se reconocía sólo a los hombres y Days of Good Looks: Prose and Poetry, 1980-2005 (2006), una colección que representaba 25 años de obras publicadas.
Clarke ha trabajado como editora en la publicación lesbiana Conditions y ha publicado en numerosas revistas, periódicos y antologías como The Black Women's Issue (1979), Black Feminist Anthology (1984), T he Black Scholar, The Kenyon Review, Feminist Review of Books, Bellas Lettras y The Gay Community News. Hay artículos icónicos suyos que se han incluido a menudo en los currículos de estudios de géneros y estudios africanistas por ejemplo, "Lesbianismo: an act of resistance " y "The Failure to Transform: Homophobia in the Black" Community ”.

### “Lesbianismo: an Act of Resistance” (1981)
Clarke escribió "Lesbianismo: an Act of Resistance ", ensayo que fue publicado originalmente en 1981 en la antología feminista This Bridge Calledy. En ese ensayo desglosa los tipos de lesbianas que existen. También redefine el lesbianismo como la liberación de todas las mujeres de la tiranía heterosexual en sentido ideológico, político y filosófico,  como una resistencia hacia la tiranía heterosexual masculina.

### “The Failure to Transform: Homophobia in the Black Community” (1983)
En 1983 publicó su ensayo "The Failure to Transform: Homophoba in the Black Comunity" dentro del libro Home Girls: A Black Feminist Anthology. Clarke argumenta que la homofobia no es única en la comunidad negra, sino que es parte de la cultura homófoba general. Esta obra está dirigida a los hombres negros que, según Clarke, perpetúan la homofobia y el supremacismo blanco americano. Concretamente critica que los intelectuales negros han perpetuado la homofobia cuando defienden a la nación y a la familia negra condenando a las lesbianas negras. Además, Clarke afirma que las mujeres intelectuales negras han excluido a las lesbianas negras, denegándoles la feminidad, lo que afirma que es una forma de homofobia por omisión. Según Clarke, la opresión y omisión de las lesbianas negras del movimiento de liberación negra es contrarrevolucionario y afirma que la comunidad negra sólo puede encontrar libertad eliminando la homofobia.
Clarke concluye que los negros deben eliminar la homofobia de su comunidad confrontando las actitudes homófobas y educándose sobre los políticos LGTB.